# Paige Hurd
Paige Audrey-Marie Hurd (* 20. Juli 1992 in Dallas, Texas) ist eine US-amerikanische Schauspielerin afroamerikanisch-puerto-ricanischer Abstammung. Bekanntheit erlangte sie unter anderem durch ihre Rolle in der US-Fernsehserie Alle hassen Chris, wo sie von 2006 bis 2009 in insgesamt 16 Episoden als Tasha Clarkson zu sehen war.

## Leben und Karriere
Nachdem die im Sommer 1992 in der Metropole Dallas im US-Bundesstaat Texas geborene Hurd einen Teil ihrer Kindheit in ihrer Heimatstadt verbracht hatte, zog es sie noch in jungen Jahren mit ihrer Familie nach Kalifornien, wo sie sich niederließ. Noch in Texas besuchte sie ab einem Alter von fünf Jahren das von Linda E. Soto betreute Dallas Young Actors Studio, durch die sie in Verbindung mit dem Hollywood-Agenten Bob Preston gebracht wurde, der sie wiederum zum CESD Talent Agency vermittelte. Ihren ersten nennenswerten Film. bzw. Fernsehauftritt hatte sie schließlich noch im Jahre 2000, als sie in einer Episode der Fernsehserie Felicity einen Gastauftritt hatte. 2002 folgten schließlich Auftritte in jeweils einer Folge von Boomtown und George Lopez, ehe die gebürtige Texanerin im Jahr darauf zu ihrem Filmdebüt kam. Im Kinofilm Born 2 Die übernahm sie an der Seite von Jet Li, DMX oder Kelly Hu die nicht unwesentliche Nebenrolle der Vanessa. Im Anschluss des Films schenkte ihr der Rapper einen weiblichen Pitbull und taufte ihn ebenfalls auf den Namen Vanessa. Weitere Auftritte im Jahre 2003 hatte die junge Nachwuchsschauspielerin im Kinofilm Ein Kater macht Theater sowie in einer Episode von Lady Cops – Knallhart weiblich. Das darauffolgende Jahr 2004 verlief weitgehend, wobei nur der Kurzfilm Time Out veröffentlicht wurde, in dem Paige Hurd eine tragende Rolle innehatte. 2005 kam Hurd wieder zu zahlreichen verschiedenen Auftritten in Film und Fernsehen. So war sie unter anderem in den Filmen The Adventures of Tango McNorton: Licensed Hero, Beauty Shop und Virginia zu sehen, wobei sie im letztgenannten Film gar einer der Hauptrolle belegte. Zudem wurde sie in diesem Jahr in den international ausgestrahlten Serien Hotel Zack & Cody und Medium – Nichts bleibt verborgen, beide Male in einer Gastrolle. Im Folgejahr kam es schließlich zu einer Veröffentlichung einer Episode von Emergency Room – Die Notaufnahme, an der Paige Hurd in der Rolle der Danielle Davis mitgewirkt hat.
Zudem wurde sie in diesem Jahr in den Cast von Alle hassen Chris geholt, wo sie bis 2009 in insgesamt 16 Episoden in der Nebenrolle der Tasha Clarkson, dem Nachbarmädchen der Familie Rock, zu sehen war. Laut Aussagen der Hauptfigur, Chris Rock, ist sie das einzige Mädchen, das ihn nicht hasst. 2007 folgte für die junge Afroamerikanerin eine weitere Nebenrolle im Film Ben 10 – Wettlauf gegen die Zeit, wo man sie als Stephanie sah. Nachdem sie sich in den Folgejahren vorwiegend auf die Produktion von Alle hassen Chris konzentrierte, trat sie erst wieder im Jahre 2010, ihrem Abschlussjahr an der El Camino Real Senior High im Stadtbezirk Woodland Hills (Los Angeles), bei einer Filmproduktion in Erscheinung. Dabei wurde Hurd, die noch vor ihrer High-School-Ausbildung in ihrer texanischen Heimat das Dallas Young Actors Studio besuchte und dort erste Schritte auf dem Weg zur Schauspielerin ging, in den Filmen Fred: The Movie und Peep Game eingesetzt. Der aktuelle Wohnsitz der jungen Schauspielerin ist in Granada Hills, einem weiteren Stadtbezirk von Los Angeles. Zudem kam Paige Hurd in den letzten Jahren immer wieder in Musikvideos bekannter Künstler zum Einsatz. Dabei war sie unter anderem in Jasmine Villegas I Own This, in Steph Jones Beautiful oder in Justin Biebers Never Let You Go zu sehen. In der deutschsprachigen Synchronfassung des Films Beauty Shop lieh ihr die Synchronsprecherin Kristina Tietz die Stimme.

## Filmografie (Auswahl)
Filmauftritte (auch Kurzauftritte)
- 2003: Born 2 Die (Cradle 2 the Grave)
- 2003: Ein Kater macht Theater (The Cat in the Hat)
- 2004: Time Out
- 2005: The Adventures of Tango McNorton: Licensed Hero
- 2005: Virginia
- 2005: Beauty Shop
- 2007: Ben 10 – Wettlauf gegen die Zeit (Ben 10: Race Against Time)
- 2010: Fred: The Movie
- 2010: Peep Game
- 2013: Crosstown
- 2015: A Girl Like Grace
- 2016: Grandma’s House
- 2018: Halfway There (Fernsehfilm)
- 2018: Thriller
- 2021: Who Is Christmas Eve?

Serienauftritte (auch Gast- und Kurzauftritte)
- 2000: Felicity (1 Episode)
- 2002: Boomtown (1 Episode)
- 2002: George Lopez (1 Episode)
- 2003: Lady Cops – Knallhart weiblich (The Division) (1 Episode)
- 2005: Hotel Zack & Cody (The Suite Life of Zack and Cody) (1 Episode)
- 2005: Medium – Nichts bleibt verborgen (Medium) (1 Episode)
- 2006: Emergency Room – Die Notaufnahme (ER) (1 Episode)
- 2006–2009: Alle hassen Chris (Everybody Hates Chris) (16 Episoden)
- 2013–2017: Hawaii Five-0 (7 Episoden)
- 2015: The Player (1 Episode)
- 2017: Rebel (1 Episode)
- 2019–2021: The Oval (26 Episoden)
- seit 2020: Power Book II – Ghost

Musikvideos (Auswahl)
- 2009: I Own This von Jasmine Villegas
- 2010: Beautiful von Steph Jones
- 2010: Never Let You Go von Justin Bieber
- 2014: I Mean It von G-Eazy